# Russell Procope
Russell Procope est un saxophoniste et clarinettiste de jazz américain (11 août 1908 - 21 janvier 1981) qui se produisit dans les orchestres de Fletcher Henderson, Teddy Hill et John Kirby avant de se joindre à celui de Duke Ellington en 1946 avec qui il enregistra la plupart des albums sur lesquels on a pu l’entendre.

## Biographie
Il étudie le violon avant d'adopter la clarinette puis le saxophone alto. Il rejoint en 1926 l'orchestre de Fletcher Henderson, puis celui de Jelly Roll Morton en 1928. Il travaille avec Benny Carter en 1929, avec Chick Webb au Savoy Ballroom à New York puis en 1936-1937 Il entre dans l'orchestre de Teddy Hill avec lequel il fait une tournée en Europe. De 1938 à 1943 il joue dans le sextette de John Kirby. Après deux ans sous les drapeaux, il est engagé dans l'orchestre de Duke Ellington en 1946 jusqu'à la mort du « Duke » en 1974.

## Source
- Philippe Carles, André Clergeat, Jean-Louis Comolli Dictionnaire du Jazz coll. « Bouquins », édition Robert Laffont 1988 p. 825,  (ISBN 2-221-04516-5)